# Torneo de Estoril 2012
El Torneo de Estoril 2012 o Estoril Open es un evento de tenis perteneciente a la ATP en la categoría ATP World Tour 250 y perteneciente a la WTA en la categoría International Tournaments. Se disputa desde el 28 de abril hasta el 6 de mayo, sobre tierra batida.

## Campeones

### Individuales masculino
Juan Martín Del Potro vence  Richard Gasquet por 6-4, 6-2.
- Es el segundo título del año para el argentino y el undécimo de su carrera.

### Individuales femenino
Kaia Kanepi vence a  Carla Suárez Navarro por 3-6, 7-6(6), 6-4.
- Es el segundo título del año para la estonia y el tercero de su carrera.

### Dobles masculino
Aisam-ul-Haq Qureshi /  Jean-Julien Rojer vencen a  Julian Knowle /  David Marrero por 7-5, 7-5.

### Dobles femenino
Chuang Chia-jung /  Zhang Shuai vencen a  Yaroslava Shvedova /  Galina Voskoboeva por 4-6, 6-1, 11-9.